# گو یو
گو یو (انگلیسی: Gu Yu؛ زادهٔ ۱۲ ژوئیهٔ ۱۹۸۳) بوکسور اهل چین است.